# پایگاه مکران نیروی دریایی پاکستان
 پایگاه مکران نیروی دریایی پاکستان (به انگلیسی: PNS Makran) یک فرودگاه نظامی است . این فرودگاه در کشور پاکستان قرار دارد . مناطق خلیج فارس و دريایی عمان و اقیانوس هند از مناطق تحت نفوذ این پایگاه است